# Blues, Blues, Blues
Blues, Blues, Blues – drugi autorski, studyjny album gitarzysty Ryszarda Styły.

## Lista utworów
1. Blues jest miłością – 6:10
2. Wesołe Bluesidło – 4:30
3. Ach młodość – 6:05
4. UFO blues – 5:18
5. Wieczór w Chicago – 4:43
6. Ballada dla Karoliny – 2:47
7. Blues dla Jarka – 5:55
8. Wspomnienia z Woodstock – 5:00
9. Wacek blues – 3:50
10. Marzenia – 6:45

## Obsada
Guitar Blues Band:
- Ryszard Styła – gitary (1-10), kompozycje (1-10)
- Jerzy Styczyński – gitara (1, 2, 8)
- Krzysztof Ścierański – gitara basowa (1, 2, 3, 4, 5, 7, 8, 10)
- Jacek Kochan – perkusja (1, 2, 3, 4, 5, 7, 8, 10)
- Sebastian Bernatowicz – organy (1, 5)
- Paweł Ścierański – gitara (3)
- Paweł Ostafil – harmonijka ustna (5)
- Tadeusz Leśniak – instrumenty klawiszowe (6)
- Jarosław Śmietana – gitara (7)
- Marek Stryszowski – śpiew (7, 8)
- Jacek Królik – gitara (8)

## Personel
- Nagrania zrealizowano – Studio Dworek Białoprądnicki – Kraków
- Realizator – Marek Suberlak
- Producent – Ryszard Styła
- Projekt okładki – Wacław Rosicki
- Foto – Andrzej Pilarczyk